# Daouché
Daouché (auch: Daoutché) ist eine Landgemeinde im Departement Kantché in Niger.

## Geographie
Daouché liegt am Übergang der Großlandschaft Sudan zur Sahelzone. Die Nachbargemeinden sind Kantché im Nordosten, Tsaouni im Südosten und Korgom im Westen. Bei den Siedlungen im Gemeindegebiet handelt es sich um 20 Dörfer und 36 Weiler. Der Hauptort der Landgemeinde ist das Dorf Daouché.

## Geschichte
Die Landgemeinde Daouché ging 2002 im Zuge einer landesweiten Verwaltungsreform aus einem Teil des Kantons Kantché hervor.

## Bevölkerung
Bei der Volkszählung 2012 hatte die Landgemeinde 37.754 Einwohner, die in 6323 Haushalten lebten. Bei der Volkszählung 2001 betrug die Einwohnerzahl 25.162 in 3904 Haushalten.
Im Hauptort lebten bei der Volkszählung 2012 3885 Einwohner in 616 Haushalten, bei der Volkszählung 2001 2508 in 389 Haushalten und bei der Volkszählung 1988 1741 in 279 Haushalten.
In Daouché leben Angehörige der vor allem Agropastoralismus betreibenden Fulbe-Untergruppe Daourawa.

## Politik
Der Gemeinderat (conseil municipal) hat 13 gewählte Mitglieder. Mit den Kommunalwahlen 2020 sind die Sitze im Gemeinderat wie folgt verteilt: 6 PNDS-Tarayya, 4 RPP-Farilla, 1 ARD-Adaltchi Mutunchi, 1 CDS-Rahama und 1 RDR-Tchanji.
Jeweils ein traditioneller Ortsvorsteher (chef traditionnel) steht an der Spitze von 18 Dörfern in der Gemeinde, darunter dem Hauptort.

## Wirtschaft und Infrastruktur
Die Gemeinde liegt in jener schmalen Zone entlang der Grenze zu Nigeria, die von Tounouga im Westen bis Malawa im Osten reicht und in der Bewässerungsfeldwirtschaft für Cash Crops betrieben wird. Im Hauptort wird ein Wochenmarkt abgehalten. Der Markttag ist Mittwoch. In den 1980er Jahren wurde dort eine Getreidebank etabliert.
Im Hauptort ist ein Gesundheitszentrum des Typs Centre de Santé Intégré (CSI) vorhanden. Der CEG Daouché ist eine allgemein bildende Schule der Sekundarstufe des Typs Collège d’Enseignement Général (CEG). Beim Centre de Formation aux Métiers de Daouché (CFM Daouché) handelt es sich um ein Berufsausbildungszentrum.
Durch das Dorf Soki führt die 28,8 Kilometer lange Nationalstraße 46 zwischen Matamèye und der Nationalstraße 20. Es handelt sich um eine einfache Landstraße.